# Shannon Golds
Shannon Golds (Gold Coast, 3 oktober 1986) is een voormalig tennisspeelster uit Australië. 
Ze begon op zesjarige leeftijd met tennis.
Haar favoriete ondergrond is hardcourt. Zij speelt rechtshandig en heeft een tweehandige backhand. Zij was actief in het proftennis van 2005 tot en met 2011.
In 2006 won ze haar eerste ITF-toernooi in Hope Island, Australië.
In 2009 volgde een tweede titel in Alcobaca, Portugal. In het dubbelspel won zij zes ITF-titels. Zij drong nooit door tot in de WTA-tour.
Haar partner Johnny Stamenovic is tevens haar coach, hij speelde eerder tennis in het ATP-circuit.

## Posities op deWTA-ranglijst
Positie per einde seizoen:
| jaartal | ranking enkelspel | ranking dubbelspel |
| ------- | ----------------- | ------------------ |
| 2011    | 886               | 783                |
| 2010    | 319               | 368                |
| 2009    | 234               | 233                |
| 2008    | 511               | 487                |
| 2007    | 646               | 571                |
| 2006    | 646               | 562                |
| 2005    | 854               | 784                |

## Prestatietabel grandslamtoernooien
| Legenda | Legenda                          |
| ------- | -------------------------------- |
| g.t.    | geen toernooi gehouden           |
| l.c.    | lagere categorie                 |
| –       | niet deelgenomen                 |
| G       | uitgeschakeld in de groepsfase   |
| 1R      | uitgeschakeld in de eerste ronde |
| 2R      | uitgeschakeld in de tweede ronde |
| 3R      | uitgeschakeld in de derde ronde  |
| 4R      | uitgeschakeld in de vierde ronde |
| KF      | uitgeschakeld in de kwartfinale  |
| HF      | uitgeschakeld in de halve finale |
| F       | de finale verloren               |
| W       | het toernooi gewonnen            |
| w-v     | winst/verlies-balans             |

### Vrouwendubbelspel
| Toernooi        | 2009 | 2010 |
| --------------- | ---- | ---- |
| Australian Open | 1R   | 1R   |
| Roland Garros   | –    | –    |
| Wimbledon       | –    | –    |
| US Open         | –    | –    |